# Parc du Canal (métro de Toulouse)
Pour les articles homonymes, voir Parc du canal.
Parc du Canal est une future station du métro de Toulouse. Elle sera située sur la ligne B, dans le cadre du projet du Toulouse Aerospace Express. Sa mise en service est prévue pour septembre 2027, après des travaux ayant débuté en 2022.

## Historique
Le projet de cette station remonte à 2011 dans le cadre du projet de prolongement de la ligne B jusqu'à Labège Gare où son ouverture était alors prévue en 2019,. Ces perspectives ont cependant été annulées à la suite des élections municipales de 2014, et donc au changement de gouvernance du Grand Toulouse,,.
Elle revient en projet dans le cadre du Toulouse Aerospace Express et de la connexion ligne B.

## Caractéristiques
La station se situerait à Ramonville. La station sera positionnée au carrefour sud de la rue Hermès et de l’avenue de l’Europe c'est-à-dire au sud-est du Parc Technologique du Canal. Elle doit permettre une meilleure desserte du Parc Technologique du Canal, mais aussi du Bikini.
Il s'agira d'une station aérienne, et la dernière à se situer sur la portion à deux voies de la ligne B. Au-delà de la station et jusqu'au terminus Labège Madron, la ligne sera à voie unique. Une aire de stationnement pour les vélos doit être créée.
Les quais de la station seront conçus pour permettre à terme une exploitation avec des rames de 52 mètres, comme toutes les stations de la ligne B, même si elle sera exploitée dans un premier temps avec des doublets de 26 mètres.

## Construction
Les travaux sur la station ont débuté en 2022 et la mise en service est prévue en septembre 2027, un an avant la troisième ligne de métro qui est désormais prévue pour 2028 (au lieu de 2025) après le retard d'un marché public, et en raison des conséquences économiques de la pandémie de Covid-19.

## Aménagement culturel
La station accueillera une œuvre de Martine Feipel et Jean Bechameil.